# Pfau-Förderpreis des Landes NRW
PFAU-Förderpreis war ein Förderpreis des Ministeriums für Wissenschaft und Forschung in Nordrhein-Westfalen, der von 1996 und 2007 von diesem Ministerium als Preis für Hochschul-Absolventen mit besonders erfolgversprechenden Gründungsideen und Konzepten für eine Selbständigkeit vergeben wurde. „PFAU“ stand für „Programm zur finanziellen Absicherung von Unternehmensgründern aus Hochschulen“.
Ziele des Projektes, so die ehemalige Ministerin Hannelore Kraft, waren die Steigerung der Selbständigenquote in Nordrhein-Westfalen sowie der Transfer von aktuellem Forschungswissen in die heimische Wirtschaft.
Nach einer 2006 erfolgten Evaluation wurde das Programm eingestellt.

## Belege
1. ↑  Wissenschaftliche Begleitforschung zum Programm zur finanziellen Absicherung von Unternehmensgründungen aus Hochschulen (PFAU) des Ministeriums für Schule, Wissenschaft und Forschung des Landes Nordrhein-Westfalen (Erstevaluation 2001) – Institut für Wirtschafts- und Kulturgeographie. Abgerufen am 28. April 2024.
2. ↑  Evaluation des Programms zur finanziellen Absicherung von Unternehmensgründern aus Hochschulen (PFAU), 2006